# Austrolimnophila (Austrolimnophila) spinicaudata
Austrolimnophila (Austrolimnophila) spinicaudata is een tweevleugelige uit de familie steltmuggen (Limoniidae). De soort komt voor in het Neotropisch gebied.